# Chim cút
Chim cút, còn gọi là chim cay, là một tên gọi chung cho một số chi chim có kích thước trung bình trong họ Trĩ (Phasianidae), hoặc trong họ Odontophoridae (chim cút Tân thế giới) cùng bộ. Bài này chỉ nói về các loài sinh sống trong khu vực Cựu Thế giới thuộc họ Trĩ mà thôi. Các loài chim cút Tân thế giới không có quan hệ họ hàng gần, nhưng chúng cũng được gọi là chim cút do bề ngoài và các hành vi tập tính khá giống với các loài chim cút Cựu thế giới.

## Đặc điểm

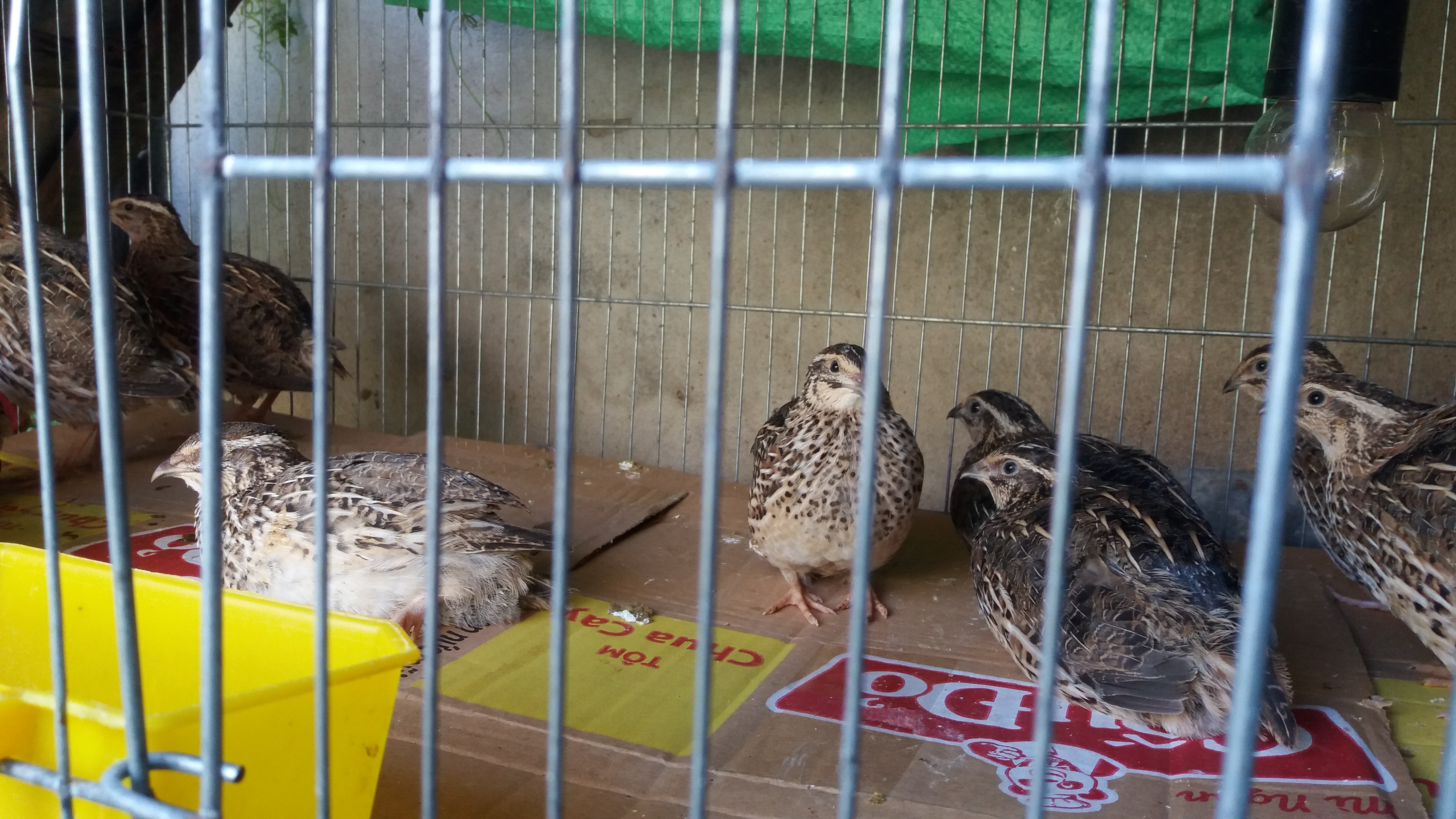
Chim cút ở trong lồng

Các loài cun cút Cựu thế giới đôi khi cũng được gọi là chim cút, nhưng chúng thuộc về họ Turnicidae và chúng không phải là chim cút thật sự, cũng như chưa thấy ở đâu nuôi chúng với mục đích lấy thịt hay trứng ở quy mô thương mại như các loài chim cút thực sự. Chim cút là các loài chim nhỏ, mập mạp sống trên đất liền. Chúng là các loài chim ăn hạt, nhưng cũng ăn cả sâu bọ và các con mồi nhỏ tương tự. Chúng làm tổ trên mặt đất. Một số loài chim cút được nuôi với số lượng lớn trong các trang trại. Chúng bao gồm cút Nhật Bản, cũng được biết đến như là chim cút coturnix, được nuôi giữ chủ yếu để sản xuất trứng và được bán rộng khắp thế giới.

## Các loài
- Chi Coturnix, đồng nghĩa: Excalfactoria.
  - Coturnix adansonii, chim cút lam châu Phi
  - Coturnix chinensis, chim cút ngực lam, quế hoa tước, chim cút Trung Quốc
  - Coturnix coromandelica, chim cút Ấn Độ
  - Coturnix coturnix, cút thường
  - Coturnix delegorguei, chim cút Harlequin
  - Coturnix japonica, cút Nhật Bản hay chim đỗ quyên
  - Coturnix novaezelandiae, chim cút New Zealand, tuyệt chủng
  - Coturnix pectoralis, chim cút Úc
  - Coturnix ypsilophora, chim cút Brown
  - Coturnix gomerae, chim cút Canary - chim tiền sử
- Chi Anurophasis
  - Anurophasis monorthonyx, chim cút núi tuyết
- Chi Perdicula
  - Perdicula argoondah, chim cút rừng núi đá
  - Perdicula asiatica, chim cút rừng Nam Á
  - Perdicula erythrorhyncha, chim cút rừng Ấn Độ
  - Perdicula manipurensis, chim cút rừng Manipur
- Chi Ophrysia
  - Ophrysia superciliosa, chim cút Himalaya, cực kỳ nguy cấp/tuyệt chủng